# 20 dni v Mariupolu
20 dni v Mariupolu (ukrajinsko 20 днів у Маріуполі, latinizirano: 20 dniv u Mariupoli) je ukrajinski dokumentarni film režiserja Mstislava Černova izdan leta 2023.
Film je imel svetovno premiero na filmskem festivalu Sundance leta 2023, kjer je zmagal na natečaju dokumentarnega filma Sundance World Cinema. Film je bil ukrajinski predlog za oskarja za najboljši mednarodni celovečerni film na 96. podelitvi oskarjev, vendar je bil namesto tega nominiran v kategoriji najboljšega dokumentarnega celovečernega filma, za katerega je tudi oskarja tudi prejel. Film je bil tudi nominiran za dve nagradi BAFTA in eno od njih tudi dobil.
Film je prejel pohvale kritikov in ga je National Board of Review uvrstil med pet najboljših dokumentarnih filmov leta 2023. Film je bil predvajan tudi ob začetku 78. zasedanja Generalne skupščine ZN.

## Povzetek
Film pripoveduje zgodbo o dvajsetih dneh, ki jih je režiser Černov s svojimi kolegi preživel med obleganjem mesta Mariupol med februarjem in marcem 2022 v prvih tednih druge ruske invazije na Ukrajino. Černov je zbral posnetke, ki jih je ustvaril v Mariupolu skupaj z ekipo Frontline PBS in Associated Press (AP).

## Produkcija
Ko se je 24. februarja 2022 začela ruska invazija na Ukrajino, je ekipa AP dokumentirala rusko obleganje in posledično humanitarno katastrofo, vojne zločine ruskih sil, vključno z množičnimi poboji civilnih žrtev. Zlasti AP je prvi prikazal posledice ruskega bombardiranja mariupolske porodnišnice št. 3. Gradivo so po kosih pošiljali v uredništvo z edinega mesta v Mariupolu, kjer so še uspeli dobiti povezavo s spletom - pod stopnicami v bližini uničene trgovine z živili. Na tak način so poslali 10 % posnetega materiala. Preostanek gradiva, zlasti 30 ur videa Mstislava Černova, je ekipa AP 15. marca 2022 odnesla iz Mariupola skozi humanitarni koridor. Do takrat so bili iz Černove ekipe AP zadnji novinarji v obleganem mestu.
Film iz gradiva Černova je ustvarila ekipa PBS Frontline.

## Predvajanje
Družba za distribucijo dokumentarnih filmov Dogwoof s sedežem v Združenem kraljestvu nadzoruje mednarodne prodajne pravice in skrbi za vso prodajo po vsem svetu, razen v Severni Ameriki, kjer je vse pravice pridobil PBS Distribution.
Film je bil predvajan v izbranih kinematografih v ZDA 14. julija 2023. V Ukrajini je bil film v izbranih kinematografih predvajan 31. avgusta 2023. Predpremierne projekcije so potekale v različnih mestih po vsej Ukrajini, vključno s Kijevom (festival Bouquet Kyiv Stage 2023) in Lvovom (NVO "Lviv Media Forum").

### Kontroverza predvajanja v Srbiji
Oktobra je bil načrtovan prikaz filma na srbskem festivalu Beldocs v Kulturnem centru Lazarevac v predmestju Beograda. Skrajno desna ultranacionalistična Srbska radikalna stranka je 10. oktobra pozvala k odpovedi predvajanja, kar je po njihovem mnenju »protiruski propagandni film kijevskega režima« in ki je po njihovo »poskus Zahoda, da spremeni odnos srbskega ljudstva proti bratski Rusiji«. Vodstvo festivala je 12. oktobra odpovedalo projekcijo in poudarilo, da »Beldocs ne stoji za to odločitvijo in pri njej ni sodeloval«. Film je bil film kasneje v Beogradu končno prikazan 21. februarja 2024.

## Odziv
Na zbiralniku recenzij Rotten Tomatoes ima film 100-odstotno odobravanje na podlagi 69 ocen, s povprečno oceno 8,8/10. Soglasje kritikov spletnega mesta se glasi: »20 dni v Mariupolu ponuja naporen, a pomemben pogled na uničujoče posledice vojne«. Na Metacritic ima film uteženo povprečno oceno 83 od 100 na podlagi devetnajstih ocen, kar kaže na »splošno odobravanje«.
Dennis Harvey iz Variety je zapisal, da je ogled filma »mračen, a bistven« in da »ta dokumentarna celovečerna zgodba morda nima preprostega pripovednega loka, a režiserjevo nepretenciozno prvoosebno pripovedovanje in intenzivnost zbranih dokazov o vojnih zločinih kljub temu pritegne pozornost«. Frank Scheck iz The Hollywood Reporterja je zapisal, da je 20 dni v Mariupolu »posebej poglobljen primer tega žanra, ki prikazuje kroniko tedenskega obleganja ukrajinskega mesta s strani ruskih sil. [...] Poleg prikazane človeške tragedije najbolj živo pride do izraza ključni pomen vojnih dopisnikov ter poguma in iznajdljivosti, ki ju morajo imeti, da lahko delajo v tako življenjsko nevarnih razmerah.« Randy Myers iz The Mercury News je dal filmu 3,5/4 zvezdice in ga označil za »mračen, bistven del novinarstva« in »poglobljeno poročilo ukrajinskih novinarjev pri AP, ki so skoraj tri tedne preživeli v pristaniškem mestu, ki je bilo tarča Rusije in neusmiljeno napadeno«.
Matt Zoller Seitz z RogerEbert.com je filmu podelil tri in pol od štirih zvezdic in izjavil, da »je na ožjem seznamu odličnih dokumentarcev, ki jih gledalec nikoli več ne bo želel gledati... To je pošiljka iz pekla na Zemlji. Njegova razdrobljena, kaotična, neprecizna narava je razkritje«.
Film prikazuje tudi fotografije nosečnice Mariane Višemirske, kako med obleganjem mesta ranjena odhajala iz porodnišnice, ki jo je v zračnem napadu napadla Rusija. Te fotografije so postale znane po vsem svetu in so bile predmet številnih lažnih informacij. V intervjuju za britanski BBC je Višemirska povedala, da so njeno sliko uporabili za »širjenje laži o vojni« in da je prejela sovražne komentarje z obeh strani. Bila je tudi tarča obsežne ruske dezinformacijske kampanje - vladni mediji in uradniki so jo obtoževali, da je plačana igralka. Kasneje je trdila, da ni soglašala s snemanjem (to so posnetki in novinarji AP ovrgli) in odšla v Rusijo kjer je po poročanju VICE postala sama del ruske propagande. Čeprav je sprva izjavila, da »ne ve« od kje je prišel napad, je kasneje trdila da ni bil zračni napad ampak obstreljevanje. Te trditve so ovrgli prisotni novinarji AP in drugi očividci. Ob vprašanju ruskega portala Daily Storm, kako komentira film v katerem so uporabljene njene fotografije je povedala, da ga ni gledala in izrazila nezanimanje za »parado licemerja,« saj se osredotoča na pomembnejše stvari, kot so delo, humanitarne pobude in preživljanje časa z družino. Prav tako ne namerava reagirati na uporabo svojih fotografij v filmu.

### Priznanja
20 dni v Mariupolu je bil uvrščen v tekmovanje filmskega festivala Sundance v kategoriji dokumentarnega filma svetovne kinematografije. Svetovna premiera je bila na festivalu januarja 2023. Film je prejel nagrado občinstva v kategoriji dokumentarnega filma svetovne kinematografije.
Film je prejel več kot 20 nagrad, bil nominiran za nagrado BAFTA v dveh kategorijah in v eni od njih zmagal, prejel je oskarja v eni kategoriji in nagrado Ceha ameriških režiserjev. Leta 2024 je prejel tudi nagrado Alfreda I. duPonta Univerze Columbia.